# Narzeczona potwora
Narzeczona potwora (tytuł oryg. Bride of the Monster) − amerykański film fabularny z 1955 roku, napisany i wyreżyserowany przez Eda Wooda. W filmie w rolach głównych wystąpili Bela Lugosi, Tony McCoy, Loretta King oraz Tor Johnson. Światowa premiera filmu odbyła się 11 maja 1955 w Hollywood w Kalifornii.

## Fabuła
Szalony naukowiec, doktor Eric Vornoff, chce stworzyć armię nadludzi. Eksperymentuje na ludziach przy użyciu maszyny opartej na działaniu energii atomowej.

## Obsada
- Bela Lugosi − dr Eric Vornoff
- Tony McCoy − porucznik Dick Craig
- Loretta King − Janet Lawton
- Tor Johnson − Lobo
- Harvey B. Dunn − kapitan Robbins
- George Becwar − prof. Strowski
- Dolores Fuller − Margie